# Vogelkopkraagparadijsvogel
De vogelkopkraagparadijsvogel (Lophorina superba) is een vogel uit de familie paradijsvogels (Paradisaeidae). Het is een endemische vogelsoort uit Nieuw-Guinea. 

## Verspreiding en leefgebied
De vogelkopkraagparadijsvogel komt voor in het bergland van noordwestelijk West-Papoea Indonesië) en telt twee ondersoorten:
- L. s. superba: in het berggebied van Vogelkop
- L. s. niedda: in de berggebieden van de "nek" van Vogelkop (Wandammen).

## Status
De grootte van de populatie is niet gekwantificeerd maar de soort wordt omschreven als vrij algemeen. Op de Rode lijst van de IUCN heeft deze soort de status niet bedreigd.